# Dysauxes haberhaueri
Dysauxes haberhaueri là một loài bướm đêm thuộc phân họ Arctiinae, họ Erebidae.